# Aclerda ferrisi
Aclerda ferrisi är en insektsart som beskrevs av Mcconnell 1954. Aclerda ferrisi ingår i släktet Aclerda och familjen Aclerdidae. Inga underarter finns listade i Catalogue of Life.